# Joan Torres Mayas
Joan Torres Mayas (Formentera, 9 de desembre de 1927 – La Mola, Formentera, 24 de juny de 2016), més conegut com a Joan des Moliner, fou un restaurador de molins de les Illes Balears.

## Biografia
Va aprendre l'ofici del seu avi, Bartomeu Mayans Mayans. Fins al 1964 va tenir cura del moli vell de la Mola. També va restaurar altres molins com el de Puig d'en Valls a Eivissa i els de Jeroni i de Mateu, a Formentera. El 1998 va rebre el Premi Ramon Llull en reconeixement de la seva tasca artesana i pacient, avalada per l'experiència en l'ofici de moliner, que ha permès la supervivència de molts pobles de les Illes. El 2015 va rebre el Premi Sant Jaume del Consell de Formentera.